# Лайков, Иван Кузьмич
Иван Кузьмич Лайков — молдавский советский хозяйственный, государственный и политический деятель, Герой Социалистического Труда.

## Биография
Родился в 1923 году в деревне Яшино. Член КПСС с 1943 года.
Участник Великой Отечественной войны. Парторг батареи 6-го артиллерийского полка, сержант запаса. В 1944 году на территории Молдавии получил ранение . С 1947 года — на хозяйственной, общественной и политической работе. В 1947—1985 гг. — на руководящих должностях в сельском хозяйстве Молдавской ССР, директор семеноводческого совхоза «Победа» села Кымпень Вулканештского района, начальник Государственной семенной инспекции Министерства сельского хозяйства Молдавской ССР.
Указом Президиума Верховного Совета СССР от 8 декабря 1973 года присвоено звание Героя Социалистического Труда с вручением ордена Ленина и золотой медали «Серп и Молот».
Умер после 1985 года.